# 澳門宗教
澳門宗教（2021年）

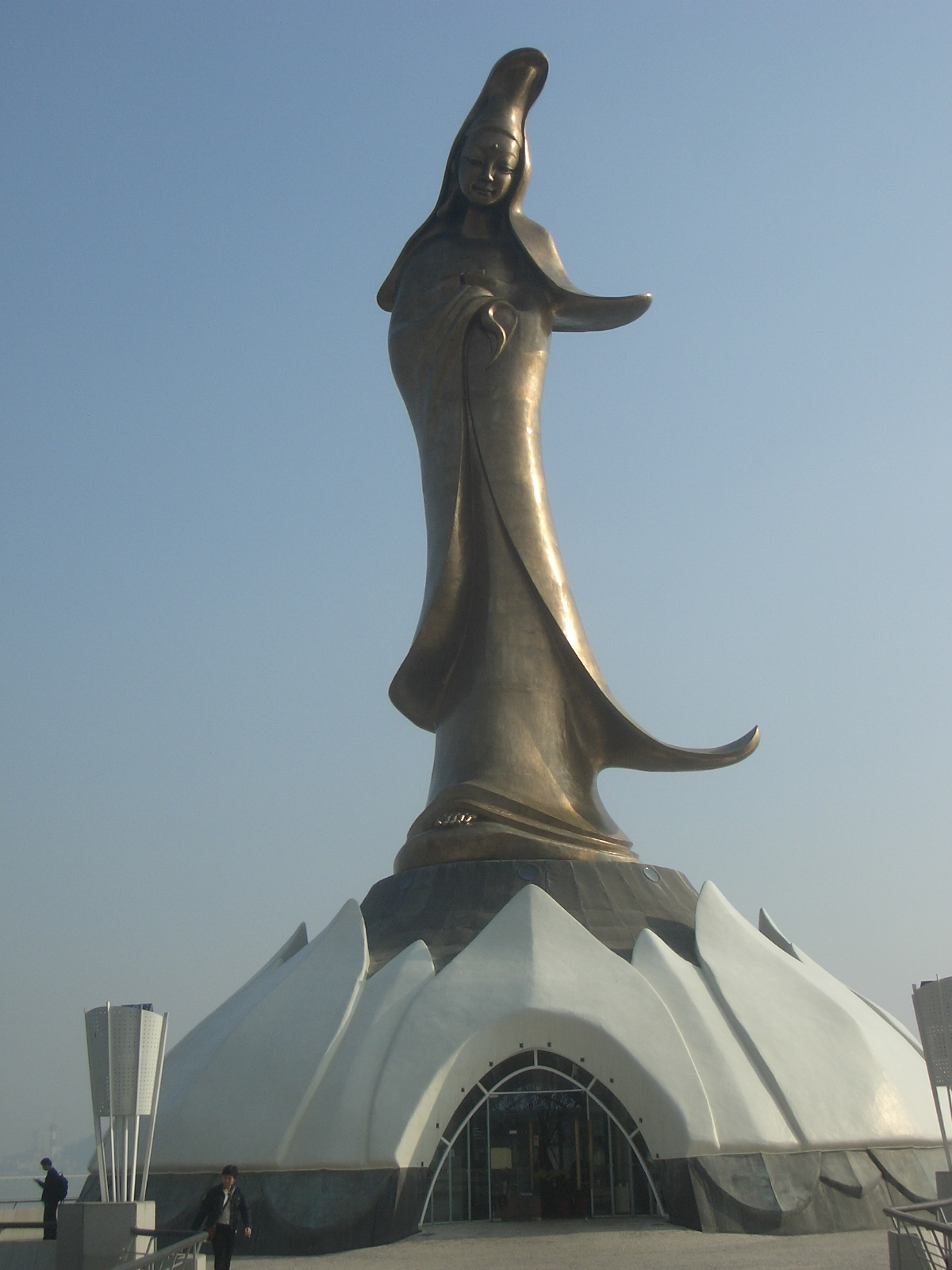
結合東西宗教特色的中葡友好紀念物——觀音蓮花苑

澳門宗教是指在澳門特別行政區活動的宗教。澳門尊重居民宗教信仰的權利，根據《澳門基本法》第三章第三十四條規定，澳門居民有宗教信仰的自由，有公開傳教和舉行、參加宗教活動的自由；第三章第一百二十條規定：
澳門特別行政區政府根據宗教信仰自由的原則，不干預宗教組織的內部事務，不干預宗教組織和教徒同澳門以外地區的宗教組織和教徒保持及發展關係，不限制與澳門特別行政區法律沒有抵觸的宗教活動；宗教組織可依法開辦宗教院校和其他學校、醫院和福利機構以及提供其他社會服務；宗教組織開辦的學校可以繼續提供宗教教育，包括開設宗教課程；宗教組織依法享有財產的取得、使用、處置、繼承以及接受捐獻的權利。宗教組織在財產方面的原有權益依法受到保護。
過去澳葡政府曾以天主教為官方宗教，但現時澳門並沒有官方的宗教，澳門區內宗教的種類，若與鄰近的香港比較，種類並不多。在宗教信徒的結構方面，澳門與其他華人社會相似，以華人信奉的儒教、道教、佛教等中國傳統宗教和民間信仰為主，信徒最多（約佔1996年的人口統計的30.7%）；由於澳門歷史的背景關係，基督教的天主教和新教也活躍於澳門社會，並有一批信徒支持，當中也包括基督教的非傳統教派（約佔1996年的人口統計的8.4%）。另外，伊斯蘭教和巴哈伊教在澳門也各有為數不超過一千人的信徒。
目前，澳門區內最積極參與社會服務工作的宗教是天主教会。不過，因資源所限和昔日澳葡政府對天主教的支持，其他宗教一直也在社會服務上參與不多。但隨著澳門回歸，政府對天主教的偏袒已下降了。

## 華人傳統信仰

### 佛教

普濟禪院內院

昔日澳門屬廣東香山，故一般認為佛教自中原傳入廣東澳門。其源可追溯至唐代咸通年的眞教禪師，直至宋代佛教已盛行。位於望廈村的普濟禪院是早期的寺廟之一，初建於元朝，現在的建築則建於明代天啟七年(即1627年)。另外，位於氹仔的菩提禪院，乃澳門佛教凈土宗的重要道場。
一直以來，澳門的佛教組織和寺廟各自為政。直至1995年，為了更好的弘揚佛法，健釗法師和機修法師發起成立澳門佛教總會。澳門佛教總會每年都在菩提禪院舉行靜修營，造就澳門的佛教信徒了解佛法。現時，活躍於澳門的佛教社團組織還有：澳門佛光協會、澳門佛學社、澳門佛教解行社、永善蓮苑、佛教普和會和國際聯密佛教慈航會澳門分會等。

### 道教

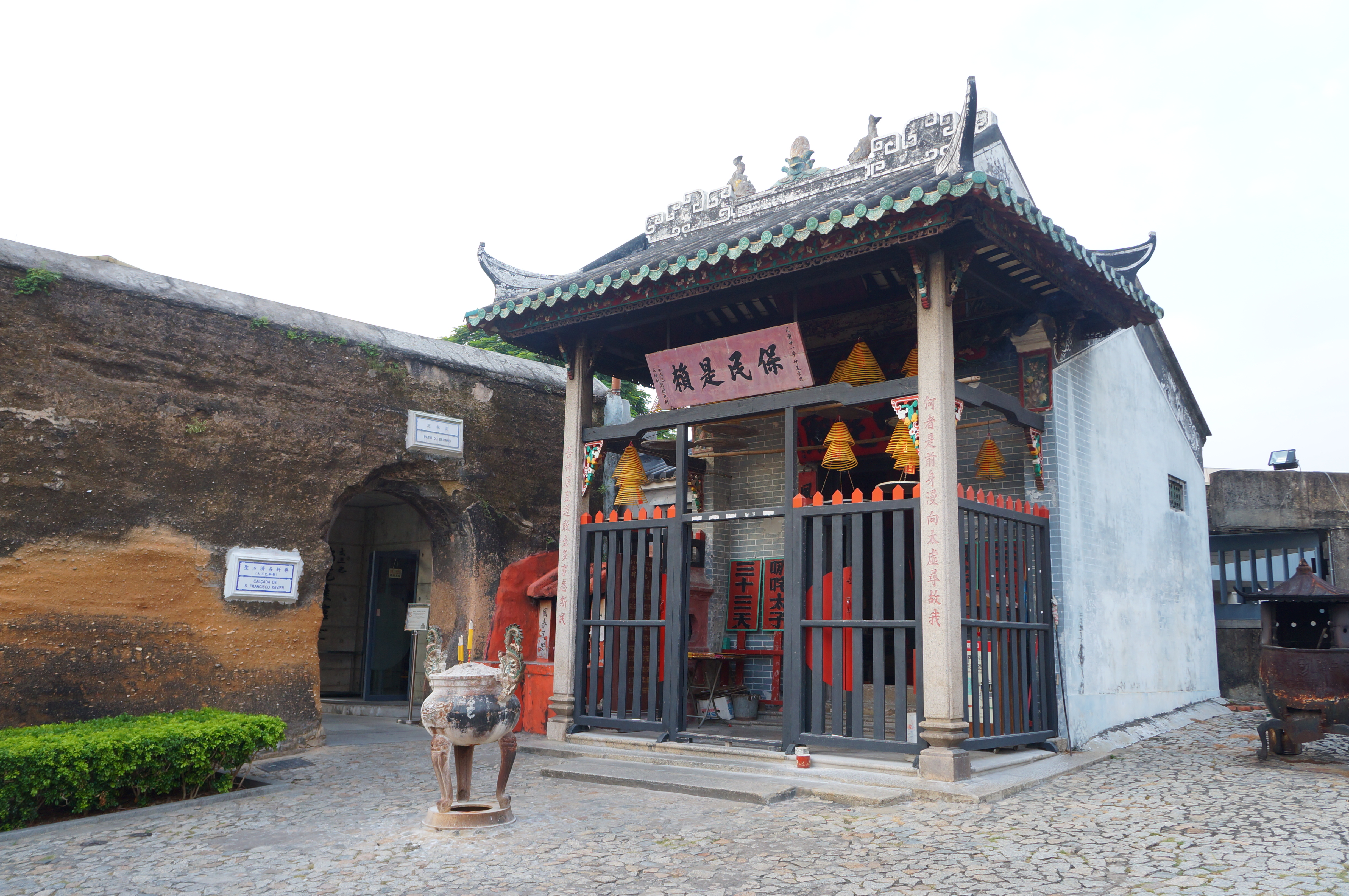
大三巴哪吒廟

道教是中華民族的本土宗教，而昔日澳門接連內陸，其源可追溯至3世紀的廣東番禺。 《香山縣志》記載傳説的仙女澳（即大橫琴島），與澳門接近，有視之為澳門及其附近島嶼與道教發展有關的最早資料。道教信仰傳入澳門，最遲在南宋的紹興年間(1131-1162)，因當時信奉三清、魯靈光、真武大帝、天后、東嶽大帝、城隍、康王等道教神仙的崇拜活動已遍及香山地區。及至元朝，道教的發展也必影響澳門地區，道教所供奉的神祇，如：譚公、洪聖爺、文昌帝君、關帝、北帝、城隍等崇拜都見於澳門。
媽祖信仰可說是澳門最早與道教信仰有關的史實，其建築有明代成化年間由閩商人興建的媽祖廟。至於正統的道教史跡，澳門則建有三巴門的呂祖仙院、醫靈廟內張天師殿、濟公殿等。澳門民間除供奉道教的主要神祇外，還有信奉和崇祀石敢當、財帛星君、魯班先師、華光大帝、華佗先師、福神、太歲和侯王等道教神靈。現存於澳門的道教有關的建築共33間(包括4間觀音廟)，著名的有：媽祖閣廟、馬交石天后古廟、蓮峰廟內的天后宮、路環天后古廟、譚公廟、康公廟等。經過數百年的發展， 現澳門的道教團體可歸納為道教廟宇、全真派壇堂及正一派散居道院三個類型。2001年成立的澳門道教協會，是促進澳門道教與國內外交流和宣揚道教文化的社團組織。

### 孔教（儒教）
居住在澳門的大多是華人，其文化已深受中華民族的傳統文化和儒家的道德思想影響。1909年，澳門孔教會成立，初附屬於北京孔教總會，及後才獨立。澳門孔教會的宗旨以“尊崇孔教，發揚聖德，興學育才，增進文化”為本。華人向來重視道德教化，為弘揚儒家的道德精神與文化，孔教在1913年已成立小學堂，以推動民間教育。1960年，孔教更編印《孔教中學經選》，選錄了共74條自《論語》、《孟子》及其他儒家經典中就孔儒仁義禮智信的名言，供學生背誦學習。
每逢農曆八月二十七日的孔聖誕，澳門孔教會帶領社會各界華人和學校舉行紀念與祭典儀式。其舉行的儀式採用古制，包括:盥洗禮，迎神禮，奠帛初獻禮，晉祝禮，亞獻禮，三獻禮，受胙禮，送神禮，望燎禮等，儀式由澳門孔教會主持。

## 基督宗教

### 天主教

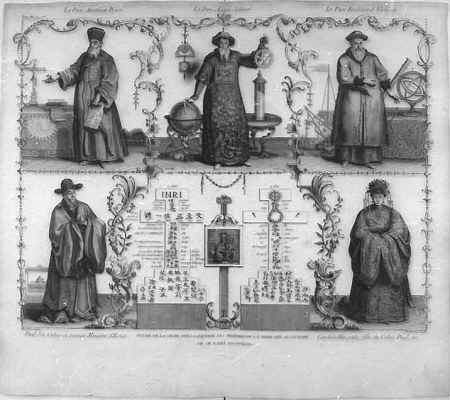
上部分為耶穌會來華傳教士利瑪竇、湯若望和南懷仁

1555年，天主教修會耶穌會會士巴來多(Melchior Numes Barreto)神父到達澳門，開展了天主教在澳門的歷史。1562年，瘋王堂、花王堂和風順堂的小教堂建成，成為天主教在澳門最早的教堂，隸屬於馬六甲教區。直到1576年，教宗額我略十三世批准成立天主教澳門教區，為近代遠東第一個主教區。首任駐澳門署理主教為賈耐勞主教(即仁慈堂創辦人)，主教座堂設於望德堂。早期管轄範圍極廣，包括中國、日本、越南、東南亞沿海各島嶼。1579年，羅明堅神父開始在澳門學習中文。其後著名傳教士利瑪竇於1582年應召前往澳門，並在次年隨羅明堅至廣東肇慶傳教，但後來被逐回澳門。天主教在中國禮儀之爭期間，澳門天主教教區的工作嚴重受到影響。在1757年，葡萄牙首相龐倍下令驅逐耶穌會會士，更進一步使天主教的發展受到沉重打擊。結果，澳門境內的教堂和修院都被空置。及後到1835年-1836年，大三巴與大堂相繼被毀，主教座堂從而遷至玫瑰聖母堂至1847年。

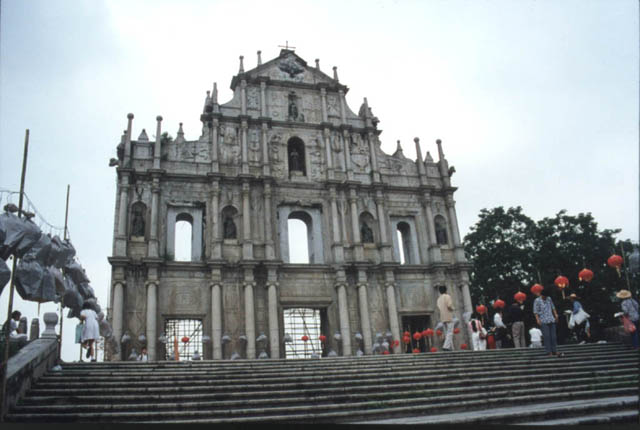
大三巴牌坊，耶穌會早期在澳門會院遺跡的一部分

直至1926年，葡萄牙重新准予天主教活動，天主教才在澳門再度活躍。1941年發生的太平洋戰爭期間，天主教致力於賑災。到1950年代，澳門天主教教區開始致力於教育事務。其後，澳門教區積極參與文化、社會福利等工作。1965年，澳門教區按澳葡政府行政區規劃，五大堂區分別為大堂區、聖安多尼堂區、望德堂區、聖老楞佐堂區及花地瑪聖母堂區。1988年，林家駿神父成為澳門教區出現首位華人主教。據1996年的人口統計，天主教徒佔澳門人口的6.7%，約30,000多名兒童就讀於天主教學校。因回歸前大量葡萄牙人和土生葡人離開澳門，現時的信徒以華人為主。現今天主教澳門教區只管理澳門地區內六個堂區，當中學校有39間，社會服務機構27間，其他機構共21所。

### 新教

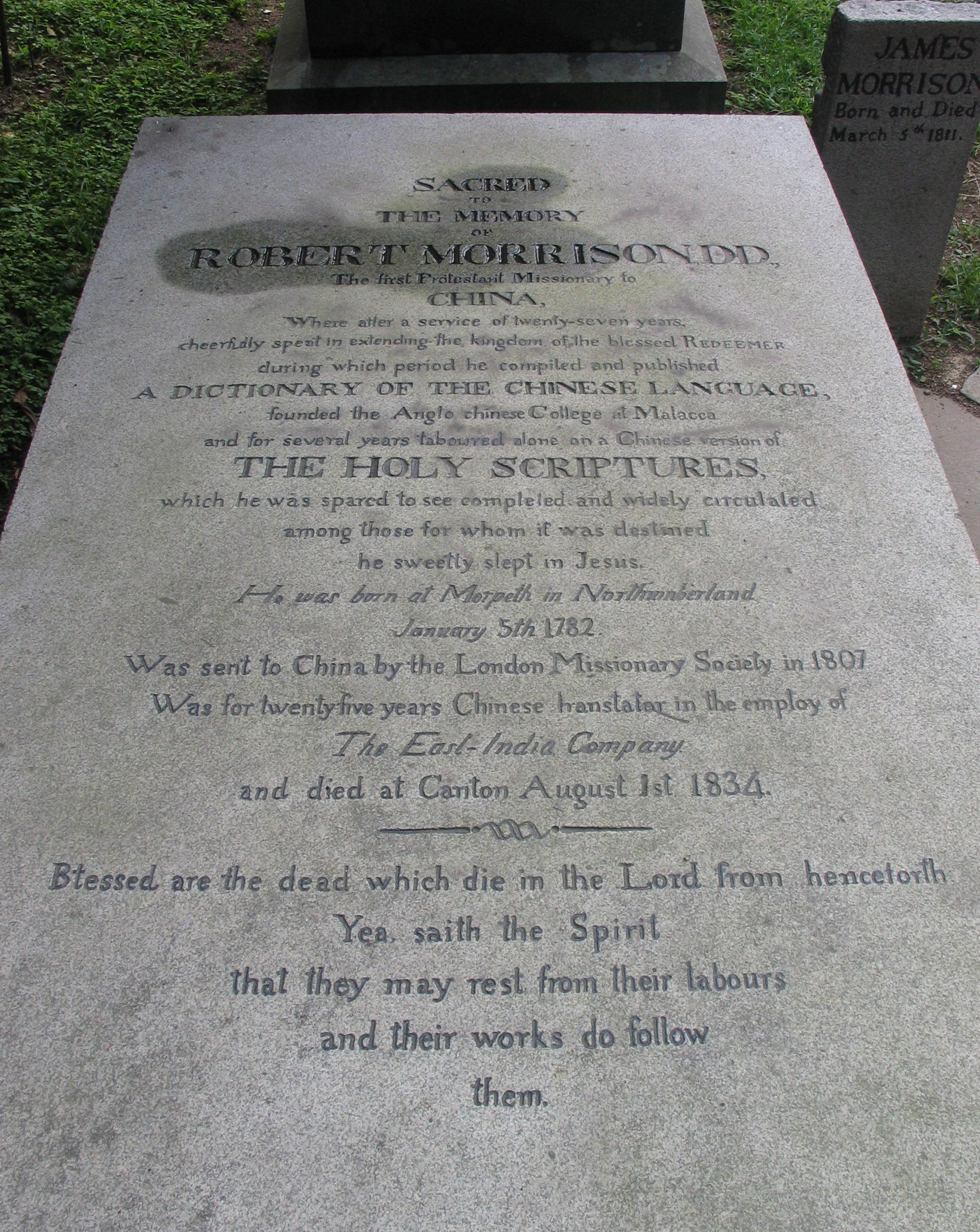
馬禮遜之墓（葬於澳門基督教墳場）

1807年，第一個來華的新教傳教士乃英國倫敦傳道會的馬禮遜牧師。馬禮遜牧師經澳門首次踏足中國，展開新教在中國宣教工作。然而，當時馬禮遜的傳教對象並不是對澳門人，而是對廣州的中國人，因而並未在澳門建立屬於華人的新教教會。馬禮遜死後入葬基督教墳場，墳場亦見證了馬禮遜，以至新教在19世紀早期在澳門如何處理清政府、中國傳統文化、澳門葡籍天主教教士以及東印度公司等的關係。此後，中華醫學傳教會於1838年在澳門開辦醫院，是新教在中國的第一所綜合性醫療機構。後來，因為1842年鴉片戰爭的關係，滿清政府將香港割讓給英國，新教宣教士以及居澳的英國人由澳門遷至香港，當時澳門幾乎沒有信徒。直至進入二十世紀，澳門才開始有華人信徒開放家庭開始眾會；早期開始家庭眾會的信徒，著名的有廖德山先生和余美德醫生。在香港的教會的支持下，澳門第一所華人新教教會志道堂（當時稱志道會堂）於1905年在政府登記，並在次年於黑沙環建堂；而澳門浸信會亦在1905年開始眾會，成為第二間華人新教教會。此後，不少華人新教教會便逐漸建立起來。直至2004年，澳門約有四千名信徒穩定出席由近七十五間教會舉行的崇拜活動（包括一些非華人教會），平均每間教會只有五十多人定期出席宗教聚會。另外，澳門的教會大部份是由香港教會或外國教會開辦的，大部份教會也屬於基督宗教內不同的大小宗派（例如聖公會、浸信會、信義會、播道會、神召會和循理會等）。自澳門基督教聯會成立於1990年之成立後，才加強了彼此的合作。目前，澳門的新教教會最大的宗派分別是宣道堂（學園傳道會）和浸信會。2006年7月，新教在澳門舉行了第七屆全球華人福音會議，間接促進了澳門教會之間的合作。
在社會服務方面，因昔日澳葡政府和天主教初時對新教的壓力，新教在社會的工作上受到限制；加上資源所限，新教教會和機構很難進行社會服務工作；自發生一二三事件之後，不少新教學校被迫關門，使新教在教育的參與上更少。目前，由新教開辦的學校，共有七間中學和小學。在福音戒毒服務方面，福音戒毒得到了政府支持，目前由幾個機構提供；輔導服務亦在2005年展開活動，目前只有中國信徒佈道會提供。

### 其他教派
基督信仰中新興宗派亦活躍於澳門社區內，其中有異端、新使徒教會、和不同的地方獨立教會等。另外也包括基督宗教派系以外的耶和華見證人、耶穌基督後期聖徒教會、基督復臨安息日會等。
不過，當中一些教派的活動主要集中在傳教和崇拜，很少參與社會事務。但五旬節會則設有基督教澳門上帝青年中心總會，提供青少年服務。與大部分華人一樣，不同的基督教新興教派一般都被視為基督宗教，而不知道其分別的。對某些華人來說，更會將新教與天主教混淆，所以不曉得基督信仰的不同支派和宗派之存在。

## 其他宗教

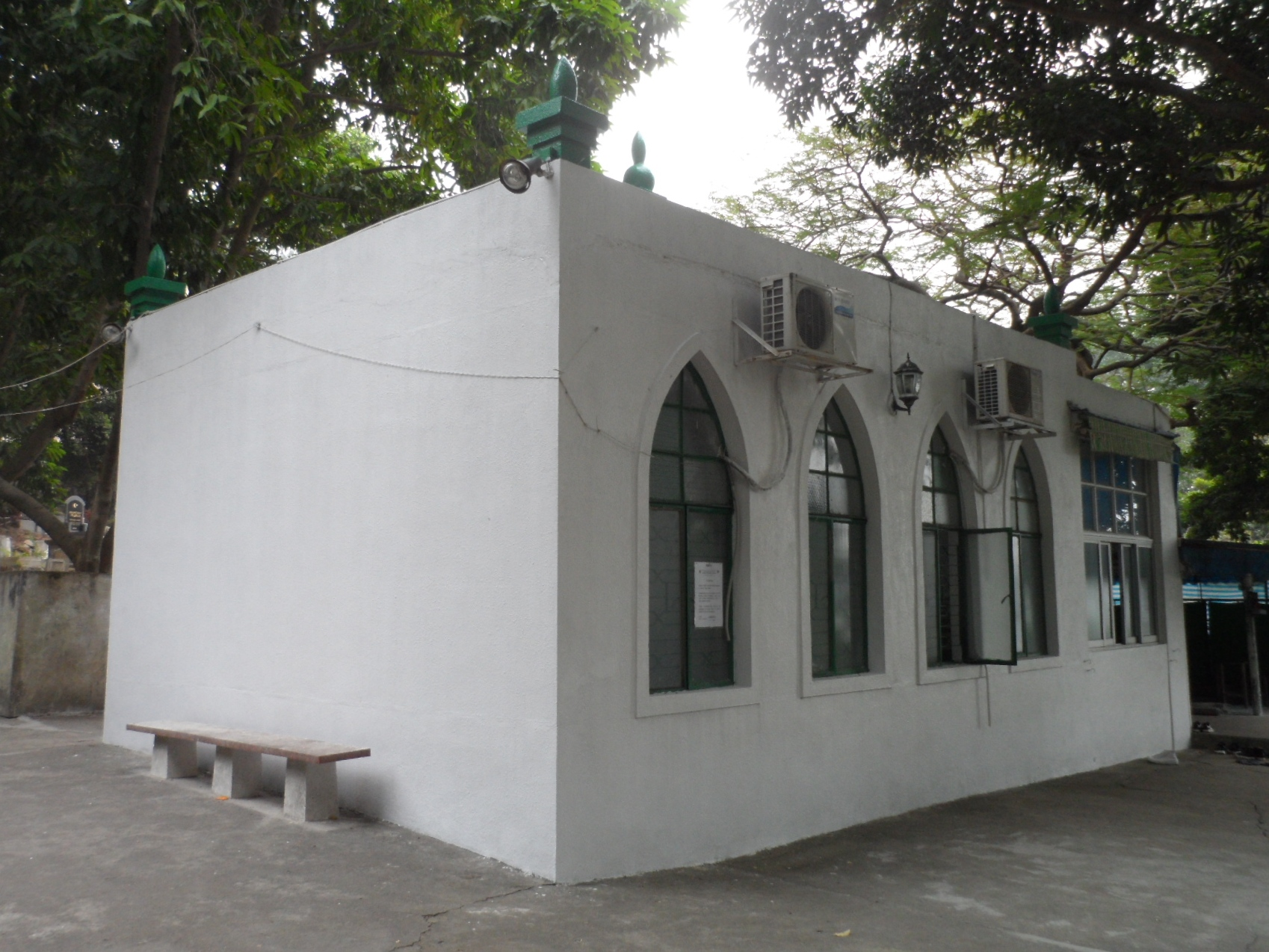
澳門伊斯蘭清真寺

### 伊斯蘭教
伊斯蘭教傳入澳門在明代以前，雖其確實時間仍有爭議，但一般認為由來自波斯擅長貿易的商人傳入的。在中國發生抗日戰爭時，有大批回族由肇慶逃難到澳門，逃避戰禍。目前，伊斯蘭教在澳門僅有一間澳門伊斯蘭清真寺及墳場，信徒僅有四百多人，其社團組織為澳門伊斯蘭協會。

### 巴哈伊教
巴哈伊教在10年全球宣教運動中，選中澳門為傳教地區之一。1935年，由來自美國加利福尼亞州的巴哈伊教徒法蘭西斯·希拉太太(Mrs. Frances Heller)傳入澳門。1954年，嚴沛峰成為首位巴哈伊教澳門居民。直至1964年3月，澳门的巴哈伊教徒共有30人。1958年4月21日，巴哈伊地方靈體會正式成立。1962年，巴哈伊教傳播到氹仔島和路環島。1982年，澳門巴哈伊總靈體會在澳葡政府正式注册。澳門目前分4個巴哈伊教地方靈體會，全由澳門巴哈伊總靈體會所管理。

### 其他
源自波斯的瑣羅亞斯德教曾於18世紀70年代，隨葡萄牙人從印度傳入澳門。1842年，瑣羅亞斯德教在香港註冊港澳白頭教慈善基金會。至今該教已經在澳門消聲匿跡，只留下白頭墳場。
而現今在澳門活動的新興宗教還有源於印度的國際基士拿知覺協會、綜合了古瑜伽的阿南達瑪迦、日本的神慈秀明會、澳門創價學會等，由於規模比較小，即使在澳門長大的本地人亦未必知曉其所在。

## 外部連結
- 佛教文史：澳门佛教及其信仰特点（《法音》1999年第12期） （页面存档备份，存于）
- 天主教澳門教區 （页面存档备份，存于）
- 澳門基督教資訊網 （页面存档备份，存于）
- 澳門文化研究 （页面存档备份，存于）
- 澳门佛教历史概况
- 道教文化資料庫：澳門的道教與科儀